# Lu Li
Dit is een Chinese naam; de familienaam is Lu.
Lu Li (Chinees: 陸 莉 ) (Changsha, 30 augustus 1976) is een voormalig turnster uit China. Ze vertegenwoordigde haar vaderland op de Olympische Zomerspelen 1992 in Barcelona.
In 1994 stopte Lu met turnen wegens aanhoudende blessures en ging studeren aan de Universiteit van Peking. Na haar studie verhuisde ze naar de Verenigde Staten om daar bij verschillende turnscholen te coachen. Hier trouwde ze met een andere turncoach en samen hebben zij een zoon, John David (2004/2005).

## Resultaten

### Olympische Zomerspelen
| Jaar | Plaats    | Resultaten                                                         |
| ---- | --------- | ------------------------------------------------------------------ |
| 1992 | Barcelona | 4e Team meerkamp · 34e Individuele meerkamp · Brug ongelijk · Balk |

### Wereldkampioenschappen
| Jaar | Plaats | Resultaten       |
| ---- | ------ | ---------------- |
| 1992 | Parijs | 4e Brug ongelijk |

### Top scores
Hoogst behaalde scores op mondiaal niveau (Olympische Spelen of Wereldkampioenschap finales).
| Onderdeel            | Score  | Wedstrijd                   | Locatie   |
| -------------------- | ------ | --------------------------- | --------- |
| Individuele meerkamp | 38.073 | Olympische Zomerspelen 1992 | Barcelona |
| Brug ongelijk        | 10.000 | Olympische Zomerspelen 1992 | Barcelona |
| Balk                 | 9.912  | Olympische Zomerspelen 1992 | Barcelona |